# Kalø Amt
Kalø Amt blev oprettet i 1662 af det tidligere Kalø Len. Amtet bestod af herrederne 
- Sønderhald
- Djurs Nørre
- Djurs Sønder
- Øster Lisbjerg
- Mols

Amtet blev nedlagt ved reformen af 1793, hvorefter hele området indgik i Randers Amt.

## Amtmænd
- 17xx-1725: Christian Joachim Gersdorff
- 1725-1745: Joachim von Gersdorff
- 1745-1752: Christian Frederik von Gersdorff
- 1757-1777: Christian Rudolph Philip Gersdorff
- 1777-1793: Poul Rosenørn Gersdorff (fortsatte i Randers Amt)